# COMIT
El COMIT es el primer lenguaje de programación para la manipulación de cadenas y de reconocimiento de patrones. Se basa en la traducción automática de máquina, donde se pueden sustituir cadenas de símbolos por otras cadenas. Fue desarrollado por Yngve del MIT. Cada enunciado de programa es muy parecido a una producción libre de contexto y representa el conjunto de sustituciones que se pueden hacer si se encuentra esa cadena en los datos. 
Como Yngve mantuvo patentado su código, un grupo de los Laboratorios Bell de AT&T decidió desarrollar su propio lenguaje, lo cual dio por resultado el SNOBOL.
- Datos: Q1024000